# Václav Kaška
Václav Kaška (* 1978, Lanškroun) je český historik. Zaměřuje se na soudobé dějiny, dějiny KSČ a didaktiku dějepisu.

## Životopis
Vystudoval historii na Filozofické fakultě Masarykovy univerzity a učitelství dějepisu a zeměpisu pro ZŠ na Pedagogické fakultě Masarykovy univerzity, doktorát z oboru Historie – české dějiny získal na FF MUNI. V letech 2004–2017 působil jako učitel českého jazyka, dějepisu a zeměpisu na gymnáziu v Brně. V letech 2017 až 2020 působil nejprve jako šéfredaktor časopisu Tajemství české minulosti a poté Živá historie. Od roku 2020 působí jako odborný asistent na Katedře historie FF OU v Ostravě a na Historickém ústavu FF MU v Brně.

## Dílo (výběr)
- Indoktrinace členů KSČ během tzv. dnů komunistické výchovy 1948–1949. Organizace, ideologické zázemí, lokální průběh. Dějiny-teorie-kritika. 2008, roč. 2008, č. 1, s. 39–78. ISSN 1214-7249.
- Neukáznění a neangažovaní. Disciplinace členů Komunistické strany Československa v letech 1948–1952. Praha 2014. ISBN 978-80-87912-02-7.
- Podnikatelé s lidskou tváří. Mediální obrazy podnikání 1968–1969. Dějiny a současnost. Praha: Nakladatelství Lidové noviny, 2022, XLIV, č. 7, s. 28–31. ISSN 0418-5129.
- Prověrky členů KSČ v éře stalinismu. Paměť a dějiny. Praha: Ústav pro studium totalitních režimů, 2021, roč. 2021, č. 3, s. 62–75. ISSN 1802-8241.